# Troy Kemp
Troy Kemp, född 18 mars 1966, är en före detta friidrottare som tävlade i höjdhopp för Bahamas.
Kemp största merit som höjdhoppare är VM-guldet vid friidrotts-VM i Göteborg 1995. Kemps personliga rekord tillika bahamiskt nationsrekord är 2,38 som han noterade vid en tävling i Nice 1995.
Förutom guldet i Göteborg blev han sjua vid Olympiska sommarspelen 1992 och 13:e vid Olympiska sommarspelen 1996.